# Ischnothele
Genre
Synonymes
- Entomothele Simon, 1889

Ischnothele est un genre d'araignées mygalomorphes de la famille des Ischnothelidae.

## Distribution
Les espèces de ce genre se rencontrent en Amérique du sud des États-Unis à l'Argentine ; sauf Ischnothele indicola d'Inde à l'appartenance générique discutée.

## Liste des espèces
Selon World Spider Catalog (version 26, 10/04/2025) :
- Ischnothele annulata Tullgren, 1905
- Ischnothele caudata Ausserer, 1875
- Ischnothele digitata (O. Pickard-Cambridge, 1892)
- Ischnothele garcia Coyle, 1995
- Ischnothele goloboffi Coyle, 1995
- Ischnothele guianensis (Walckenaer, 1837)
- Ischnothele huambisa Coyle, 1995
- Ischnothele jeremie Coyle, 1995
- Ischnothele longicauda Franganillo, 1930
- Ischnothele reggae Coyle & Meigs, 1990
- Ischnothele xera Coyle & Meigs, 1990

## Systématique et taxinomie
Ce genre a été décrit par Ausserer en 1875. Il est placé dans les Dipluridae puis dans les Ischnothelidae par Bond, Opatova et Bond en 2020.
Entomothele a été placé en synonymie par Simon en 1892.

## Publication originale
- Ausserer, 1875 : « Zweiter Beitrag zur Kenntniss der Arachniden-Familie der Territelariae Thorell (Mygalidae Autor). » Verhandlungen der kaiserlich-königlichen zoologisch-botanischen Gesellschaft in Wien, vol. 25, p. 125-206 (texte intégral).